# Liste der Monuments historiques in Avrillé (Vendée)
Die Liste der Monuments historiques in Avrillé (Vendée) führt die Monuments historiques in der französischen Gemeinde Avrillé auf.

## Liste der Bauwerke
| Bezeichnung                       | Beschreibung              | Standort                  | Kennzeichnung | Schutzstatus | Datum | Bild           |
| --------------------------------- | ------------------------- | ------------------------- | ------------- | ------------ | ----- | -------------- |
| Schloss La Guignardière           | Erbaut im 16. Jahrhundert | (Lage)                    | PA00110021    | Classé       | 1978  | weitere Bilder |
| Menhir de la Boilière             |                           | La Boilière (Lage)        | PA00110026    | Classé       | 1889  | weitere Bilder |
| Menhir von Bourg-Jardin           |                           | Bourg-Jardin (Lage)       | PA00110027    | Classé       | 1889  |                |
| Menhir de la Fontaine Saint-Gré   |                           | (Lage)                    | PA00110029    | Inscrit      | 1988  | weitere Bilder |
| Steinreihe La Petite Pierre       |                           | La Petite Pierre (Lage)   | PA00110023    | Classé       | 1889  | weitere Bilder |
| Menhir de la Pièce-du-Rocher      |                           | Pièce-du-Rocher (Lage)    | PA00110024    | Classé       | 1889  |                |
| Alignements du Bois de Fourgon    |                           | Bois-du-Fourgon (Lage)    | PA00110022    | Classé       | 1889  |                |
| Menhirs du Champ de la Pierre     |                           | Champ-de-la-Pierre (Lage) | PA00110025    | Classé       | 1889  |                |
| Pierre branlante de la Cornetière |                           | Le Grand-Jardin (Lage)    | PA00110028    | Classé       | 1889  |                |

## Liste der Objekte
| Bezeichnung                  | Beschreibung                                     | Standort                | Kennzeichnung | Schutzstatus | Datum | Bild |
| ---------------------------- | ------------------------------------------------ | ----------------------- | ------------- | ------------ | ----- | ---- |
| Skulptur Madonna mit Kind    | Stein, 17. Jahrhundert                           | in der Kirche St-Pierre | PM85000011    | Classé       | 1939  |      |
| Skulptur des heiligen Isidor | Holz, polychrom gefasst, 18. Jahrhundert         | in der Kirche St-Pierre | PM85000012    | Classé       | 1939  |      |
| Skulptur Christus am Kreuz   | Holz, bemalt, zweite Hälfte des 17. Jahrhunderts | in der Kirche St-Pierre | PM85001168    | Inscrit      | 1981  |      |